# Kenzenbach
Der Kenzenbach ist ein Gebirgsbach im bayerischen Teil der Ammergauer Alpen.

## Verlauf
Das Quellgebiet befindet sich in etwa 1500 m ü. NHN in einer Mulde unterhalb vom Vorderscheinberg. Südwestlich des Quellgebietes erhebt sich die Hochplatte. Der Kenzenbach durchfließt zunächst das Tal zwischen Kenzenkopf und Vorderscheinberg. Auf etwa 1290 m ü. NHN liegt die Kenzenhütte nur wenige Meter neben dem Bach. Im weiteren Verlauf fließt der Kenzenbach am Südfuß des Grubenkopf entlang und erreicht dann schließlich den Wankerfleck. Hier vereinigt sich der Kenzenbach mit dem Gumpenbach zum Bockstallbach.

## Wasserfall
Etwa 350 m südlich der Kenzenhütte stürzt der Kenzenbach über eine Geländestufe und bildet so einen Wasserfall. Im 19. Jh. ließ der bayerische König Ludwig II. den Wasserfall  nachts beleuchten.